# Realgymnasium
Das Realgymnasium war eine weiterführende Schulform, die im 19. Jahrhundert aus der Realschule hervorging und einen alternativen Zugang zur Hochschulreife neben dem humanistischen (altsprachlichen) Gymnasium eröffnete. Im Unterschied zu diesem legte das Realgymnasium den Schwerpunkt auf die sogenannten „Realien“, d. h. moderne Fremdsprachen sowie Mathematik und Naturwissenschaften. Als dritte Form entwickelte sich etwas später die Oberrealschule; um 1900 wurden alle drei Schulformen rechtlich weitgehend gleichgestellt.
In Deutschland wurden Realgymnasien und Oberrealschulen durch das Hamburger Abkommen 1965 als eigenständige Schulform abgeschafft und bestehende Einrichtungen zumeist in Gymnasien umgewandelt. In Österreich besteht der Begriff Realgymnasium weiterhin als Schwerpunktzweig innerhalb der allgemeinbildenden höheren Schule (AHS). In der Schweiz und in Südtirol führen ebenfalls einzelne Schulen oder Schulzweige die Bezeichnung „Realgymnasium“.

## Realgymnasien in verschiedenen Ländern

### Österreich
In Österreich ist das Realgymnasium heute ein Schwerpunktszweig des Gymnasiums als achtjährige allgemeinbildende höhere Schule (AHS) mit Matura.
Entstanden ist es aus den Realschulen mit den Lehrplänen von 1909.
Das Realgymnasium bietet eine gleichwertige Ausbildung im Vergleich zu anderen Gymnasien (humanistisch, neusprachlich, besondere Bildungsschwerpunkte), allerdings mit Fokus auf naturwissenschaftliche Fächer, man lernt statt einer dritten Fremdsprache vertiefend Biologie, Physik und Chemie und schreibt auch in diesen Fächern Schularbeiten. Es gibt auch Realgymnasien mit musischem, sportlichen sowie Informatikschwerpunkt und andere.
Es gibt auch Realgymnasien nur mit Oberstufe (Oberstufenrealgymnasium, kurz ORG). Diese ORGs entstanden zunächst bevorzugt in den ländlichen Bezirken. Ferner gibt es noch an einigen wenigen Standorten die Sonderform des Werkschulheims.
Eigenständige Schulform ist das Wirtschaftskundliche Realgymnasium.
Organisatorisch untersteht ein Gymnasium dem Bundesministerium für Bildung. Ist der Schulerhalter ebenfalls der Bund, so wird die Bundesschule, je nach Schulform, als Bundesgymnasium (BG), Bundesrealgymnasium (BRG), Bundesoberstufengymnasium (BORG), oder Wirtschaftskundliches Bundesrealgymnasium (WBRG) bezeichnet.

### Südtirol
In Südtirol ist Realgymnasium die deutsche Bezeichnung für den auf Italienisch Liceo Scientifico genannten Schultyp (früher auch als Wissenschaftliches Lyzeum übersetzt). Es handelt sich dabei um ein Gymnasium mit mathematisch-naturwissenschaftlichem Schwerpunkt, das zur Staatlichen Abschlussprüfung führt.
Öffentliche Realgymnasien für die deutsche Sprachgruppe bestehen in Bozen, Brixen („Jakob Philipp Fallmerayer“), Bruneck („Nikolaus Cusanus“), Meran („Albert Einstein“), Schlanders („Oberschulzentrum Schlanders“) und Sterzing („Oberschulzentrum Sterzing“). Für die italienische Sprachgruppe gibt es Einrichtungen in Bozen („Evangelista Torricelli“), Brixen („Dante Alighieri“), Bruneck und Meran („Gandhi“).

### Deutschland
Realgymnasien entstanden seit Mitte des 19. Jahrhunderts als Alternative zu den altsprachlich orientierten Gymnasien. Dazu wurden meist bestehende Realschulen um eine dreijährige Oberstufe ausgebaut und in Preußen ab 1859 auch als „Realschulen 1. Ordnung“ bezeichnet, bevor sich ab 1882 die Bezeichnung Realgymnasium durchsetzte. Vollausgebaute Realgymnasien umfassten wie das Gymnasium neun Jahrgangsstufen (teilweise sogar zehn wie z. B. in Württemberg); vor allem in kleineren Städten oder ländlichen Regionen gab es aber auch Schulen ohne eigene Oberstufe, die als Realprogymnasium bezeichnet wurden.
Zum Curriculum des Realgymnasiums gehörte zwar Latein, aber kein Griechisch, während die Oberrealschule auch auf Latein verzichtete.
| Fach                 | Gymnasium | Realgymnasium | Oberrealschule |
| -------------------- | --------- | ------------- | -------------- |
| Religion             | 19        | 19            | 19             |
| Deutsch              | 21        | 27            | 30             |
| Latein               | 77        | 54            | -              |
| Griechisch           | 40        | -             | -              |
| Französisch          | 21        | 34            | 56             |
| Englisch             | -         | 20            | 26             |
| Geschichte+Geografie | 28        | 30            | 30             |
| Rechnen/Mathematik   | 34        | 44            | 49             |
| Naturbeschreibung    | 10        | 12            | 13             |
| Physik               | 8         | 12            | 14             |
| Chemie               | -         | 6             | 9              |
| Schreiben            | 4         | 4             | 6              |
| Zeichnen             | 6         | 18            | 24             |

Im Unterschied zu den meist staatlichen Gymnasien wurden viele Realgymnasien von kommunalen oder freien Trägern initiiert und finanziert, einschließlich der Lehrerbesoldung. Erst im Lauf des 20. Jahrhunderts wurden viele dieser Schulen verstaatlicht. Bezogen auf Schüler- und Absolventenzahlen blieb die Bedeutung der Realgymnasien und Oberrealschulen jedoch lange Zeit vergleichsweise gering: Gegen Ende des 19. Jahrhunderts kamen über 80 % der Abiturienten von humanistischen Gymnasien, knapp 15 % von Realgymnasien und nur gut 1 % von Oberrealschulen. Dies lag nicht zuletzt an der mangelnden Akzeptanz ihrer Abschlüsse: So durften Absolventen der Realgymnasien zwar seit 1859 an Technischen Hochschulen studieren, seit 1870 auch Mathematik, Naturwissenschaften und neuere Sprachen an Universitäten, die allgemeine Hochschulreife vermittelte aber lange Zeit allein das Abitur des altsprachlichen Gymnasiums.
Mit der preußischen Juni-Konferenz 1900 mit Erlass vom 26. November wurde das Abitur von Gymnasium, Realgymnasium und Oberrealschule zwar grundsätzlich gleichgestellt. Das zuvor beklagte und als nicht mehr zeitgemäß empfundene Monopol der klassischen humanistischen Gymnasien war damit gebrochen. Allerdings blieben für die Zulassung zu bestimmten Studienfächern wie Theologie, Rechtswissenschaft und Medizin auch weiterhin oftmals zusätzliche Ergänzungsprüfungen im Lateinischen und Griechischen erforderlich, um die behaupteten Unzulänglichkeiten des realgymnasialen Abiturs auszugleichen.
In der Weimarer Republik und der Zeit des Nationalsozialismus gab es weitere Angleichungen zwischen den Schulformen, insbesondere auch zwischen Jungen- und Mädchenschulen. Eine grundlegende Reform im Sinne einer alle bisherigen Zweige umfassenden einheitlichen „Deutschen Oberschule“ scheiterte jedoch wiederholt.
Erst seit dem Hamburger Abkommen (geschlossen 1964, umgesetzt 1965) wird in Deutschland nicht mehr zwischen Realgymnasien und (altsprachlichen) Gymnasien unterschieden. Stattdessen gibt es nur noch Gymnasien mit individuellen Schulprofilen (altsprachlich, neusprachlich, naturwissenschaftlich) und teilweise auch Schulen mit getrennten alt- und neusprachlichen Unterrichtsgängen mit unterschiedlichen Stundentafeln.